# Кирило II Константинопольський
Кирило Контаріс (? — 24 червня 1640 р.) — Патріарх Константинопольський, родом із Верії в Сирії (сьогодні Алеппо).

## Життєпис
Він приїхав із сирійського Алеппо. Навчався в Галаті, Константинополь, у школі єзуїтів. Патріарх Кирило Лукаріс віддав його під свій захист і підвищив до єпархії Верії (Халепіу). Але він швидко приєднався до своїх опонентів і поступово став органом єзуїтів і латинян Галати, виступаючи за унію з Римо-католицькою церквою.
Йому вдалося тричі скинути Лукаріса з престолу і зайняти його посаду (1633, 1635–36, 1638–39). Фактично, у 1638 році він засудив Лукаріса за його кальвіністські погляди. Його неспроможність керувати патріархатом і його прислужництво своїм покровителям (головним чином послам Польщі, Франції та Австрії) викликали бурхливу реакцію, і в результаті він не міг довго втриматися на престолі. Особливо негативно описується його стан сучасниками. Насправді збереглося визнання латинської (католицької) віри, підписане ним 1638 р. Коли це його визнання стало відомим, султан скинув його, побоюючись повстання православних, і заслав до Тунісу. Його було остаточно страчено 24 червня 1640 року.